# Pandemia de COVID-19 na Letônia
Este artigo documenta os impactos da pandemia de coronavírus de 2020 na Letônia e pode não incluir todas as principais respostas e medidas contemporâneas.

## Linha do tempo
Em 31 de janeiro, o Ministro de Relações Exteriores da Letônia ampliou os as diretrizes de viagem, alertando os viajantes a não irem para Hubei, além de avaliar a necessidade de ir para a China de maneira geral. Recomendou, também, que todos que retornassem da China e apresentassem sintomas por coronavírus que procurassem orientação e informações médicas.
Em 3 de fevereiro, uma cidadã letã que morava em Wuhan foi evacuada com um avião do governo francês e levada para Paris, onde ficou em quarentena por 14 dias antes de poder partir para Riga. Em 11 de fevereiro, a Letônia doou roupas de proteção, máscaras, respiradores e outros suprimentos de prevenção e controles de epidemias para a China.
Em 27 de fevereiro, a Estônia confirmou o primeiro caso de COVID-19, sendo um cidadão iraniano que passou mal a bordo de um ônibus de Riga para Tallinn. O homem havia partido originalmente do Irã e voado da Turquia para Riga, passando pelo menos 2,5 horas na cidade e usando transporte público. Em 2 de março, um total de 114 pessoas haviam sido testada para a COVID-19; os testes foram negativos.
Em 2 de março, o Ministério da Saúde da Letônia confirmou o primeiro caso de COVID-19, tratando-se de uma mulher que havia viajado de Milão para Riga através de Munique. No dia seguinte, depois que a condição melhorou consideravelmente e um teste repetido deu negativo, ela recebeu alta do Centro de Doenças Infecciosas da Letônia. Ainda em 2 de março, o governo letão destinou 2,6 milhões de euros adicionais para o Ministério da Saúde a fim de desenvolver medidas contra o vírus. The same day the Latvian government allocated an additional 2.6 million euros to the Ministry of Health for various anticoronavirus measures. Ilze Viņķele, ministro da Saúde, avaliou a preparação do país com nota oito de dez.
Em 8 de março, o Centro de Prevenção de Controle de Doenças local confirmou que um segundo paciente da Letônia havia dado positivo num teste para a COVID-19, tendo sido direcionado ao Centro de Doenças Infecciosas do Hospital da Universidade Clínica Oriental de Riga. Conforme relatado, o segundo caso d COVID-19 foi de uma mulher que retornou de uma estação de esqui em Cervinia, em um voo Milão-Riga, em 7 de março. Até 7 de março, devido a suspeitas de infecção, autoridades letãs realizaram testes em 222 pessoas.
Em 9 de março, o número de casos confirmados subiu para 6. Todos os infectados haviam retornado recentemente do norte da Itália. No dia seguinte, o número de casos confirmados subiu para 8. Ambas as pessoas haviam retornado da Itália. Desde 29 de fevereiro, um total de 274 testes foi realizado.
Em 12 de março, o primeiro-ministro Arturs Krišjānis Kariņš anunciou estado de emergência e que, de 13 de março a 14 de abril, grandes reuniões públicas com mais de 200 pessoas estavam proibidas, além do fechamento temporário de escolas e demais instituições educacionais.
Em 13 de março, o governo anunciou apoio financeiro de bilhões de euros para empresas afetadas pelo coronavírus, por meio do banco de desenvolvimento estatal ALTUM. O ministro das Finanças, Jānis Reirs, declarou que a Letônia se encontra em uma boa posição financeira em comparação à crise financeira de 2008. O ministro da Agricultura, Kaspars Gerhards, explicou que não se espera escassez de alimentos e que a produção interna de alimentos é capaz de suprir as necessidades da população.
Uma lista de medidas de precaução entrou em vigor em 14 de março. No mesmo dia, Kariņš anúncio que, a partir de 17 de março, as viagens internacionais seriam bloqueadas; no entanto, isso não afetaria viagens privadas da União Europeia, tanto para o retorno de cidadãos quanto para o fluxo de mercadorias. Além disso, eventos públicos estão proibidos e reuniões não podem exceder 50 participantes.
A Letónia inicia em 21 de outubro de 2021, até 15 de novembro, um confinamento, que inclui recolher obrigatório, devido ao agravamento do número de infeções. A taxa de incidência da doença no país é de 864 pessoas por cada 100.000 habitantes, constituindo uma das mais altas do mundo.